# موش‌صاریغ دم‌چاق آرژانتین
موش‌صاریغ دم‌چاق آرژانتین (نام علمی: Thylamys sponsorius) نام یک گونه از سرده موش‌صاریغ‌های دم‌چاق است.